# Radiobrás
A Empresa Brasileira de Comunicação - Radiobrás foi uma empresa pública criada em 1975 para gerir de maneira centralizada todas as emissoras de rádio e televisão da União espalhadas pelo país. Em 1988 funde-se com a Empresa Brasileira de Notícias, sucessora da antiga Agência Nacional. Desde então, já foi vinculada ao Ministério das Comunicações, ao Ministério da Justiça e subordinada diretamente à Presidência da República.
Com sede em Brasília, era composta por uma agência de notícias, uma rádio-agência, duas emissoras de televisão e cinco emissoras de rádio, que operavam em ondas curtas, AM e FM, atuando na distribuição de notícias sobre os poderes públicos e notícias de interesse geral dos brasileiros. Atuava também na distribuição da publicidade legal das entidades governamentais.
Produzia ainda os programas: Café com o Presidente e A Voz do Brasil, de retransmissão obrigatória por todas as emissoras do país, e os noticiários da Agência Brasil e da Radioagência Nacional.
A Radiobrás administrava a Agência Brasil, agência de notícias sobre o país, com fotos, vídeos e textos com direitos autorais pela licença Creative Commons - licença que permite a cópia e o uso livre de conteúdos, apenas citando a fonte - , sendo fonte de notícias e imagens para diversos jornais do país, sobretudo para os menores, cujos recursos mais escassos não permitem a manutenção de equipes de jornalismo em todas as capitais brasileiras.
Em 2008 foi criada a Empresa Brasil de Comunicação (EBC), vinculada à Secretaria de Comunicação Social da Presidência da República. A nova empresa incorporou a Radiobrás, após aprovação da medida provisória 398/2007 (convertida na lei 11.652/2008).